# Tympallopatrum aureolum
Tympallopatrum aureolum är en skalbaggsart som beskrevs av Perkins 2004. Tympallopatrum aureolum ingår i släktet Tympallopatrum och familjen vattenbrynsbaggar. Inga underarter finns listade i Catalogue of Life.